# Папарахоте
Папарахо́те (мн. ч. папарахотес; исп. Paparajotes) — десерт испанской кухни, характерный исключительно для автономного сообщества Мурсия. Представляет собой жареные во фритюре листья лимонного дерева, которые предварительно опускают в полужидкое тесто. Сами листья мурсийцы при этом не едят: в пищу употребляется только тесто, листья нужны для придания ему лимонного аромата.

## История и описание
Происхождение термина «папарахоте» неизвестно. Исторически, в достаточно бедной Мурсии папарахоте представляли собой повседневную крестьянскую пищу, а праздничным блюдом и вообще десертом стали считаться потом. Вице-президент Культурной ассоциации (исп. La Asociación para el Habla, la Difusión y el Desarrollo de la Lengua Murciana) Хуан Хосе Наварро Авилес (исп. Obras de Navarro Avilés, Juan José) отмечает, что, возможно, термин «папарахот» происходит от каталонского слова «папароте», что означает «каша»

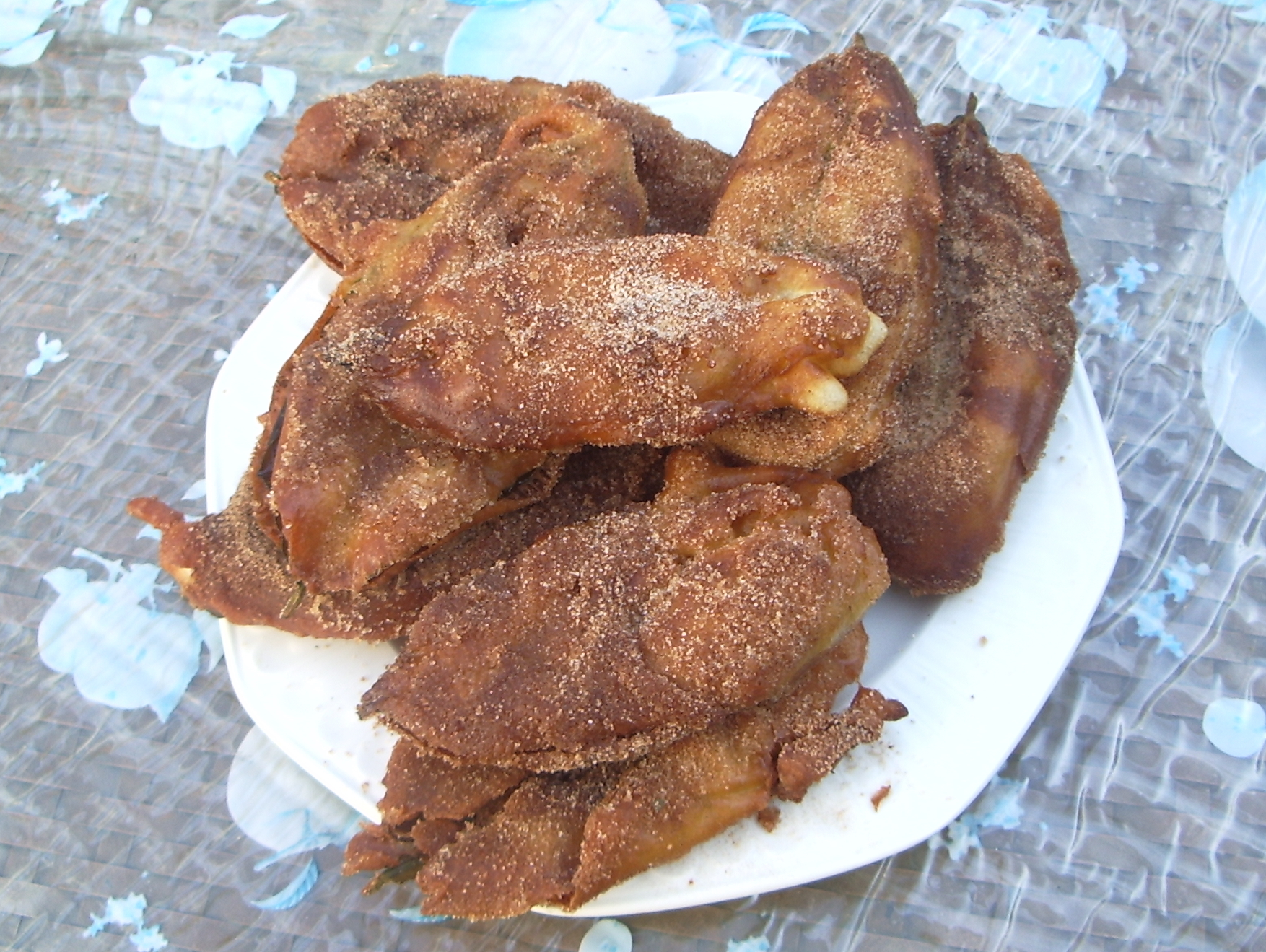
Папарахотес

Для изготовления папарахоте сперва собирали молодые лимонные листья, а затем опускали в полужидкое тесто и обжаривали на оливковом масле (в наше время в тесто для пышности добавляют дрожжи). Тонкий слой хрустящего теста посыпают сахаром и корицей. Листья лимонного дерева не едят, они служат только для ароматизации теста. При еде их пропускают между зубами, изящным движением соскабливая тесто с лимонного листа (существует расхожий стереотип, что уроженцы Мурсии узнают друг друга по способности правильно есть папарахоте). Горожане любят подшутить над иностранцами, впервые пробующими сладость, не предупреждая их о том, что лист лимона нельзя есть. Иностранец жуёт десерт вместе с несъедобным листом и в итоге выплёвывает его под смех местных жителей.
Как повседневный продукт питания крестьян, папарахоте отличался такими качествами, как крайняя дешевизна и быстрота приготовления, что позволяло экономить топливо. По своим пищевым качествам папарахоте близки к оладьям или блинам, однако аромат лимонных листьев придаёт им узнаваемую специфику. Похожую выпечку из муки с разными добавками готовят в Кастильо-де-Локубин и других городах, и они представляют собой своего рода жареные оладьи, либо солёные, либо сладкие, приправленные мёдом или сахаром, но только в Мурсии основа состоит из лимонных листьев, которые ароматизируют тесто.
В наше время папарахоте почти всегда готовятся сладкими и используются, в основном, во время празднования прихода весны как элемент фестивальной, праздничной и «туристической» кухни. Кроме жаренных во фритюре папарахоте, существуют и папарахоте, запечённые в духовке. Подаваться они могут как сами по себе, так и со сладким сиропом или топпингом и шариком мороженого.
Международная ресторанная сеть El Rincón в 1981 году включила вариант десерта с лимонными листьями в своё меню.
Слово, обозначающее мурсийскую сладость, приготовленную из кляра и листьев лимона, было включено в новое издание академического словаря испанского языка.